# Gerardo de Lausana
Gerardo de Lausana fue Patriarca de Jerusalén desde mayo de 1225 hasta el 5 de diciembre de 1238, fecha en la que murió. Posiblemente, antes que patriarca, fue abad de Cluny.
Al parecer, a su muerte fue nombrado nuevo patriarca Jacobo de Vitry, pero nunca tomó posesión del cargo.
| Predecesor: Raúl de Merencourt | Patriarca de Jerusalén 1225 – 1238 | Sucesor: Roberto de Nantes |

- Datos: Q5878433